# Primeira Autonómica da Região de Múrcia
A Primeira Autonómica da Região de Múrcia constitui a sexta divisão do campeonato espanhol de Futebol na comunidade autónoma da Região de Múrcia. Consiste em um grupo de 18 equipes. Ao término da temporada os três primeiros classificados sobem diretamente a Preferente Autonómica da Região de Múrcia. Os três últimos colocados são rebaixados para a Segunda Autonómica da Região de Múrcia.

## Equipes participantes 2018/2019
- Águilas Fútbol Club "B"
- Alcantarilla Fútbol Club
- Club Deportivo Atlético Barqueros
- Atlético Cabezo de Torres
- Atlético Pinatarense
- Unión Deportiva Caravaca
- Club Cehegín Deportivo
- Ceutí Football Club
- Ciudad de Calasparra Club de Fútbol
- Escuela de Fútbol El Raal
- Escuela de Fútbol Esperanza
- Escuela Municipal de Fútbol Fuente Álamo
- Escuelas Deportivas Javalí Viejo-La Ñora
- Club Deportivo Lumbreras
- Club de Fútbol Molina
- Escuela de Fútbol de Molina
- Escuela de Fútbol Totana
- Yeclano Deportivo "B"